# Bireler Barrière
Bireler Barrière – mała miejscowość (lieu-dit) w środkowym Luksemburgu, w kantonie Luksemburg, w gminie Sandweiler. Do 3 października 2015 miejscowość leżała w dystrykcie Luksemburg.